# Anja Ginge Jensen
Anja Ginge Jensen (født 3. oktober 1985) er en dansk elitebowlingspiller, der har opnået flere medaljer ved danske og internationale mesterskaber, ofte sammen med søsteren Mai. Parret har såledet vundet guld ved EM i 2006 samt bronze ved EM i 2008. Anja opnåede blandt andet en bronzemedalje til Vm i Las Vegas i 2009.
Nyeste medalje Anja har fået er en guldmedalje til Europamesterskabet i Riga 2010.
Anja Ginge Jensen spiller i en nystiftet klub i Glostrup Bowling Center Game on og begyndte at spille i 1990.